# Sky Airlines
Sky Airlines foi uma companhia aérea que operava voos charter. Sua sede estava na cidade de Antalya, na Turquia, operando em representação de operadores turísticos em rotas de curta e média distância na Turquia. A empresa foi criada em 2000 e iniciou suas operações em 2001. Ela foi uma subsidiária integral pelo Kayi Group. Em 2010, a companhia começou a programar operações domésticas na Turquia tornando-se a nona companhia aérea em entrar no mercado nacional de operações domésticas.

## História
A empresa foi fundada em 2000 e iniciou suas operações em 2001. Em 2010, a companhia aérea iniciou operações domésticas regulares na Turquia. Ela reduziu as operações para a temporada de inverno de 2012 e 2013, devolvendo três Boeing 737-800.
Em 4 de junho de 2013, a empresa aérea declarou falência e cessou todas as suas operações de voo com efeito imediato.

## Frota

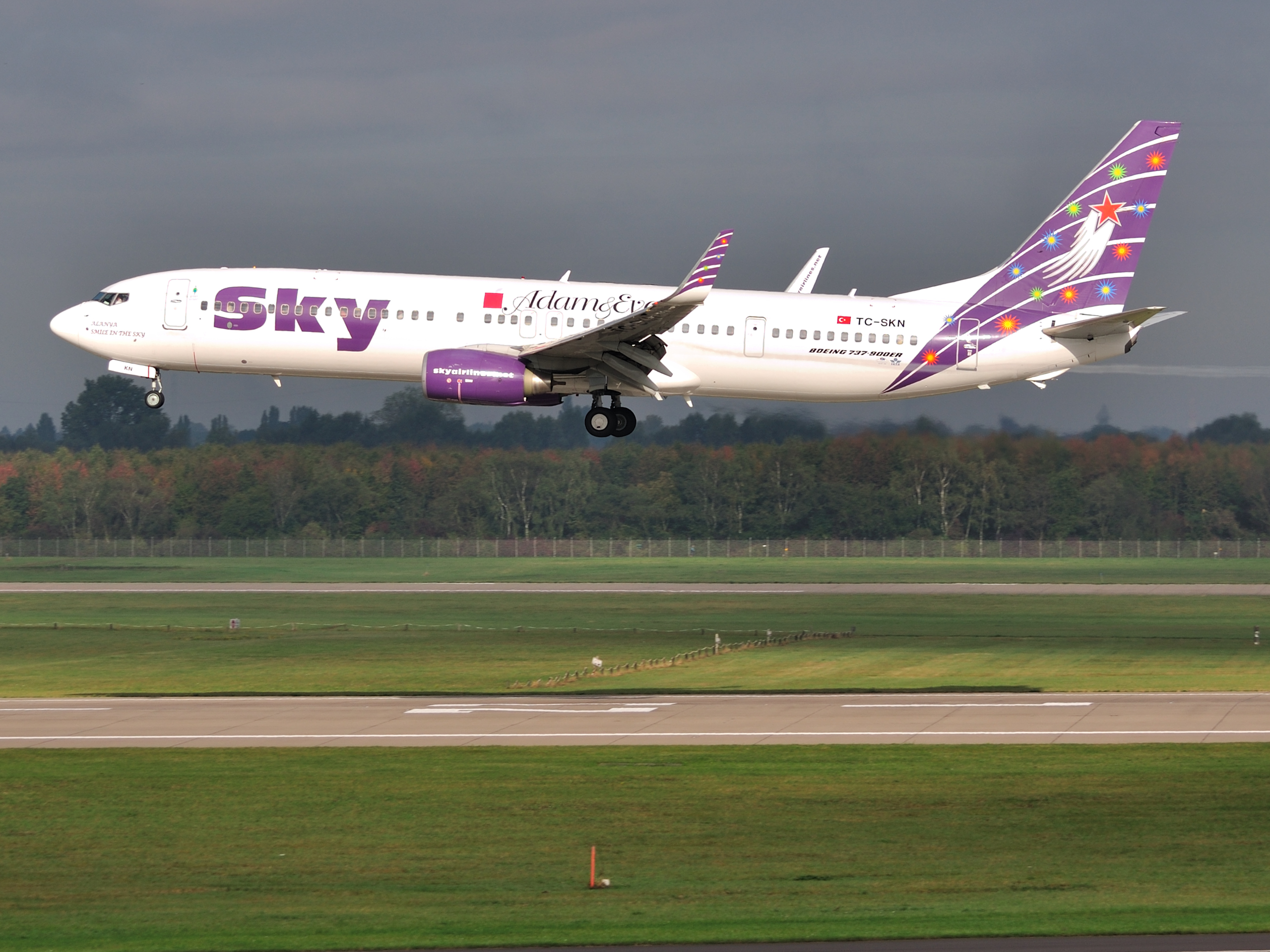
Boeing 737-900 da Sky Airlines.

A frota da Sky Airlines consistia nas seguintes aeronaves (Fevereiro de 2013):
- 1 Boeing 737-400